# Coalizione Civica (Polonia)
La Coalizione Civica (in polacco: Koalicja Obywatelska - KO) è un'alleanza elettorale europeista costituitasi in Polonia in vista delle elezioni amministrative del 2018 e tuttora esistente. Ne fanno parte:
- Piattaforma Civica (Platforma Obywatelska);
- Nowoczesna;
- Iniziativa Polacca (Inicjatywa Polska);
- Partito Verde (Zieloni).

Dopo i buoni risultati conseguiti, specialmente nella parte occidentale del Paese e nelle grandi città, con la conquista di 8 voivodati su 16, l'alleanza è stata riproposta alle elezioni parlamentari del 2019, venendo però sconfitta dai conservatori di Diritto e Giustizia.
L'alleanza si è presentata nuovamente alle elezioni del 2023. Giunta ancora una volta seconda alle spalle di Diritto e Giustizia, ha però incrementato i suoi voti, riuscendo a formare un governo di coalizione con Terza Via e La Sinistra.

## Risultati elettorali
| Elezione          | Voti      | %     | Seggi     | Posizione   |
| ----------------- | --------- | ----- | --------- | ----------- |
| Parlamentari 2019 | 5.060.355 | 27,40 | 134 / 460 | Opposizione |
| Parlamentari 2023 | 6.629.402 | 30,70 | 157 / 460 | Maggioranza |

Elezioni Europee:
| Elezione     | Voti      | %     | Seggi   |
| ------------ | --------- | ----- | ------- |
| Europee 2024 | 4.359.443 | 37,06 | 21 / 53 |